# Eulepidotis punctilinea
Eulepidotis punctilinea är en fjärilsart som beskrevs av William Schaus 1921. Eulepidotis punctilinea ingår i släktet Eulepidotis och familjen nattflyn. Inga underarter finns listade i Catalogue of Life.